# 龐巴迪CRJ100/200
庞巴迪CRJ100 和 CRJ200（Bombardier CRJ100、CRJ200），旧称加拿大航空工业CRJ100 和 CRJ200（Canadair CRJ100、CRJ200）是由庞巴迪宇航设计和制造的一系列支线客机。
CRJ系列的灵感来源自Canadair挑战者商务机。这种被称为挑战者610E的公务机项目于1981年终止。在Canadair被庞巴迪公司收购后不久的1989年初，Canadair支线客机项目正式启动。1991年5月10日，第一架CRJ100原型机完成了处女航。CRJ200与CRJ100在很大程度上是相同的，但200系列采用了更高效的涡扇发动机。

## 发展

### 起源
CRJ家族的原型是加拿大航空工业的挑战者公务机。1970年代末, 挑战者相对较宽的机身与舒适的座椅备受商务人士的喜爱。因此，在1980年代，庞巴迪决定要对这种机型进行改进拓宽（即挑战者610E项目）。然而, 早期对于挑战者的重新设计并没有发展得太顺利，这个项目不久后就被放弃了。

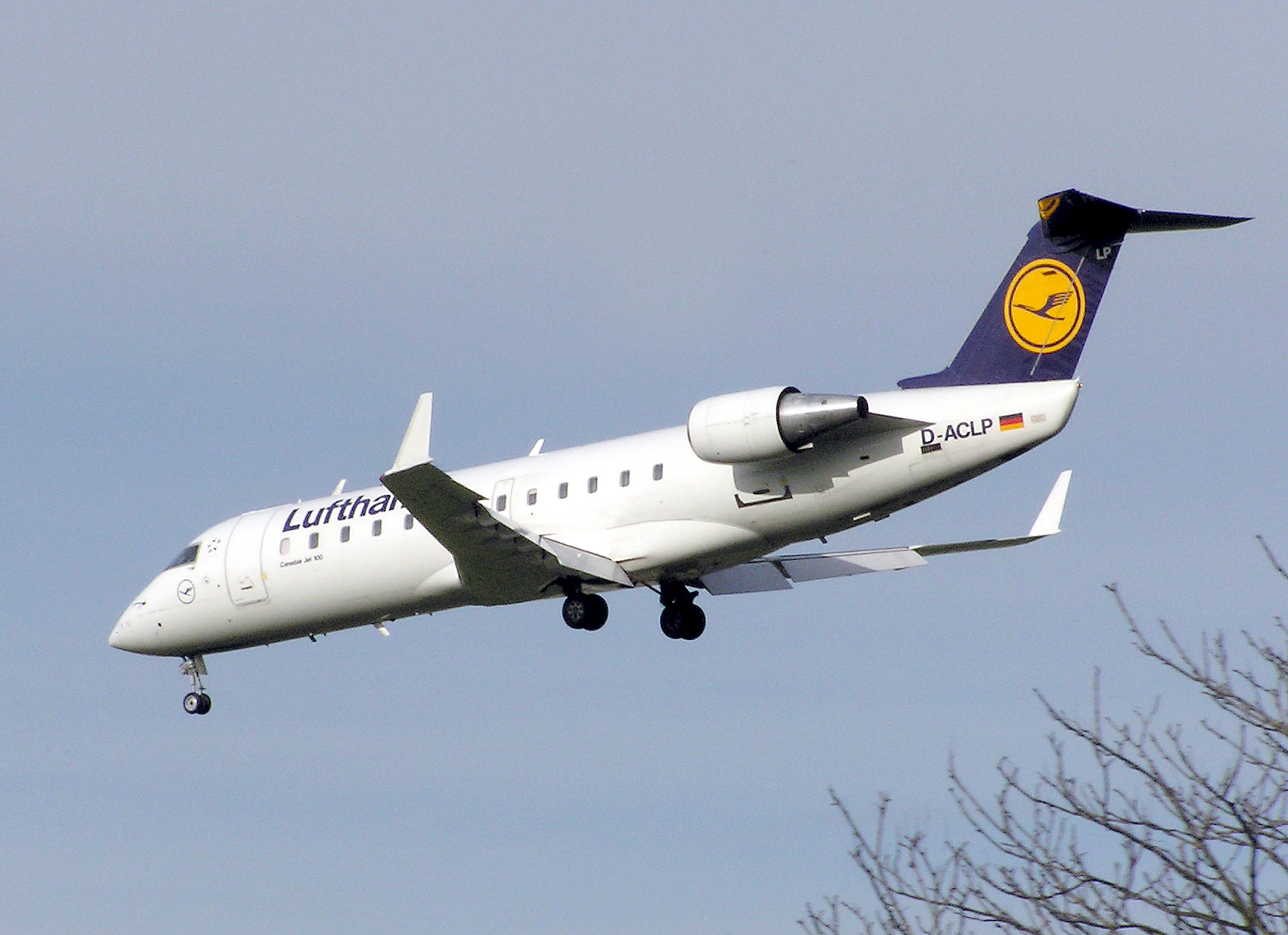
一架汉莎航空公司的CRJ100在进近

610E项目尽管失败，但它的灵魂并没有消失。 在1987年，一个更加雄心勃勃计划的萌芽出现了。这个萌芽在加拿大航空工业被庞巴迪收购后得到了蓬勃的发展。
1991年10月，CRJ100的一架原型机在蒙特利尔米拉贝尔国际机场执行了第一次的试飞。1993年7月26日，第一架原型机（注册号C-FCRJ）在试飞中心附近因进入尾旋而失事。这起事故发生在这种飞机於获得适航证並交付给客户以后的一年。

### 进一步的发展

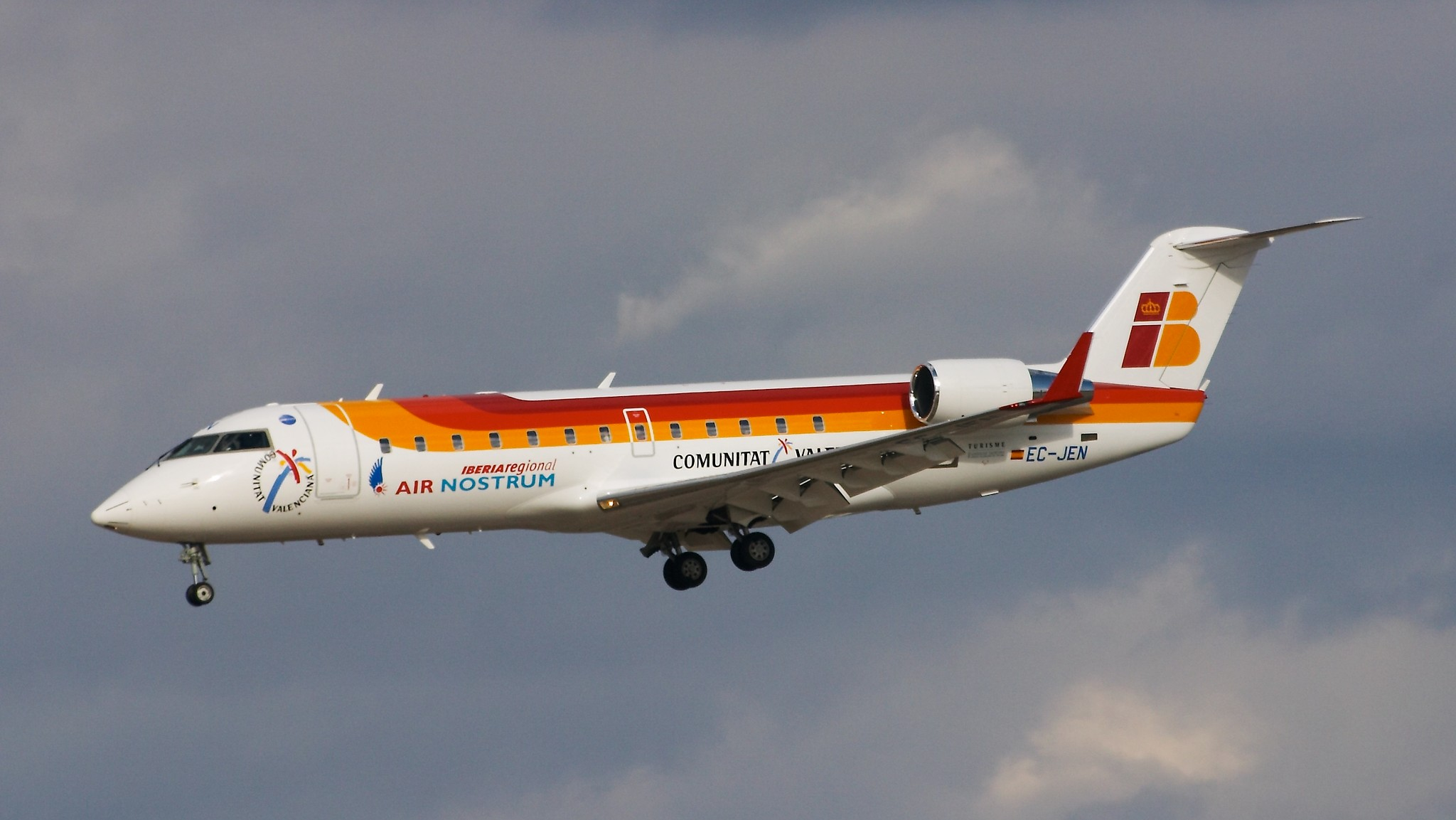
诺斯特姆航空的CRJ200ER

CRJ100 ER是CRJ100的第一个改装机型。它的货门得到了改进，使其比早期的CRJ100寿命更长。
CRJ200是另一种亚型号，采用更有效率的发动机。它还有一个版本，名为CRJ200 PF（货运型）。

## 设计

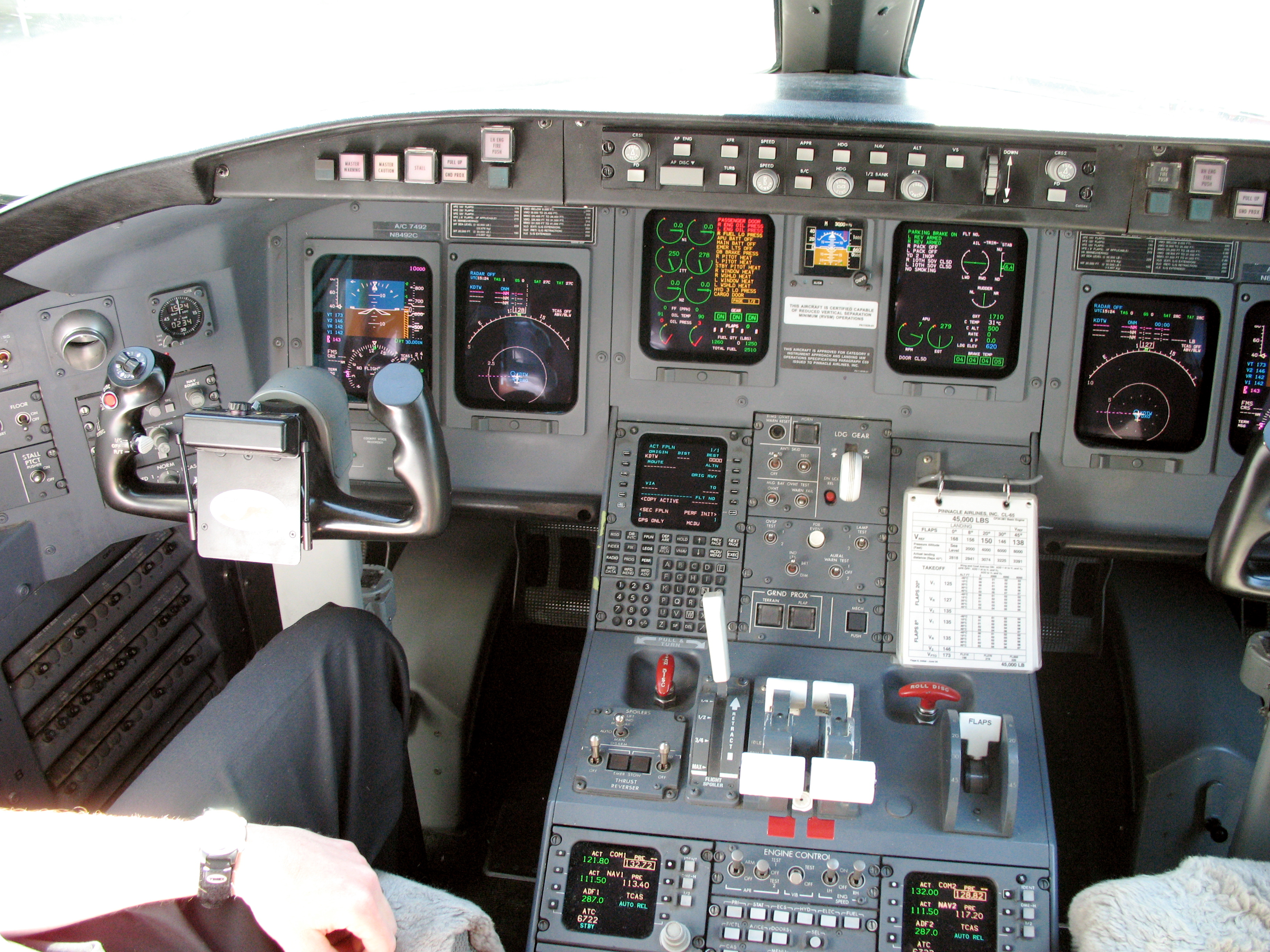
CRJ的驾驶舱

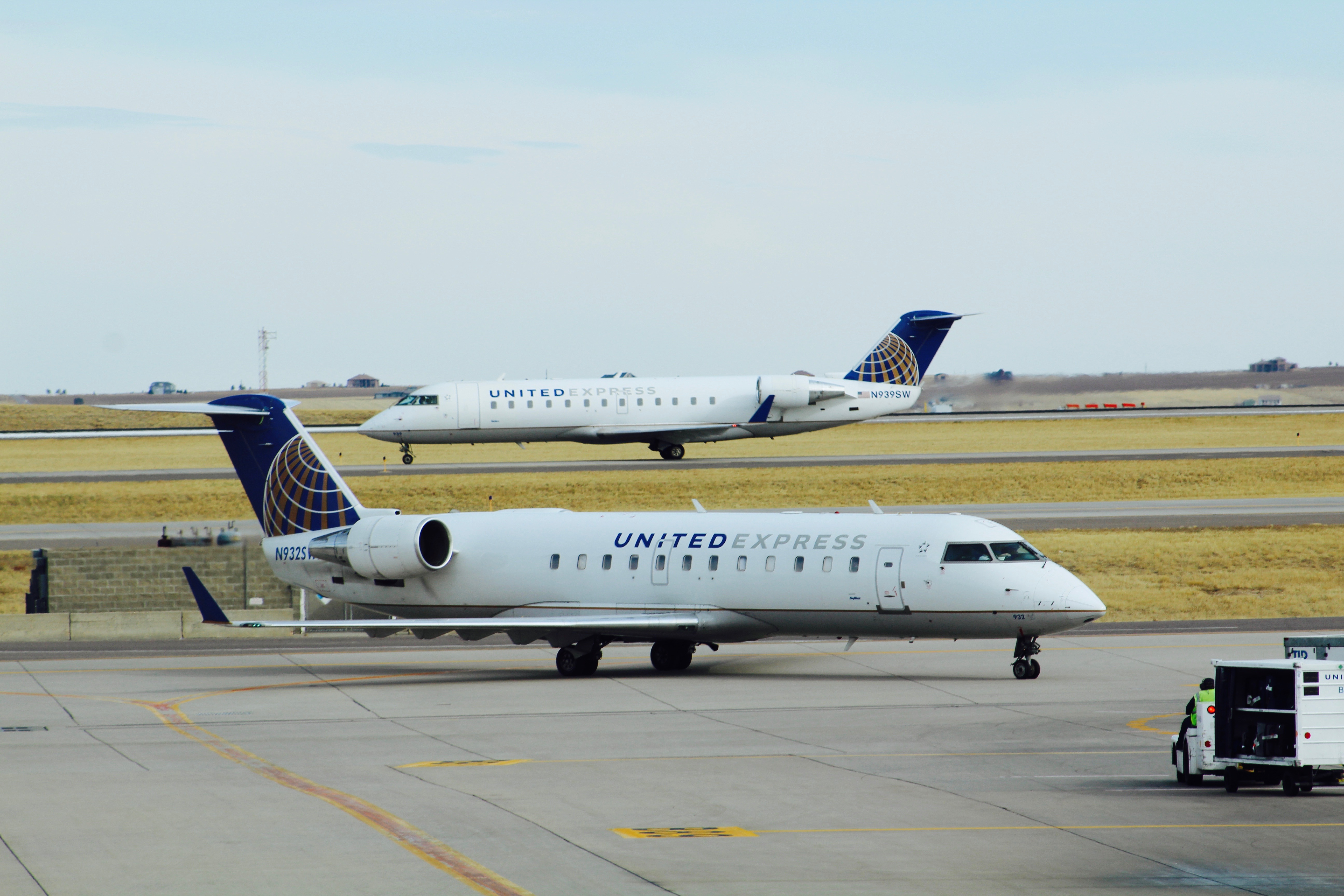
两家庞巴迪CRJ200在丹佛市国际机场。

庞巴迪CRJ100/200大致采用了与挑战者CL-600差不多的设计。机身比CL-600长5.92米，有一个加强的燃油系统、增强型起落架，以及一个额外的紧急出口。CRJ100一般可容纳50名乘客，在最大客运布局下可承载52名乘客。它采用一对通用电气CF34-3A1涡轮风扇发动机，它们能够产生高达41.0 kN（4,180 kgp/9,220 磅）的推力。CRJ100采用了柯林斯的航电设备，包括一个气象雷达。

## 业务历史

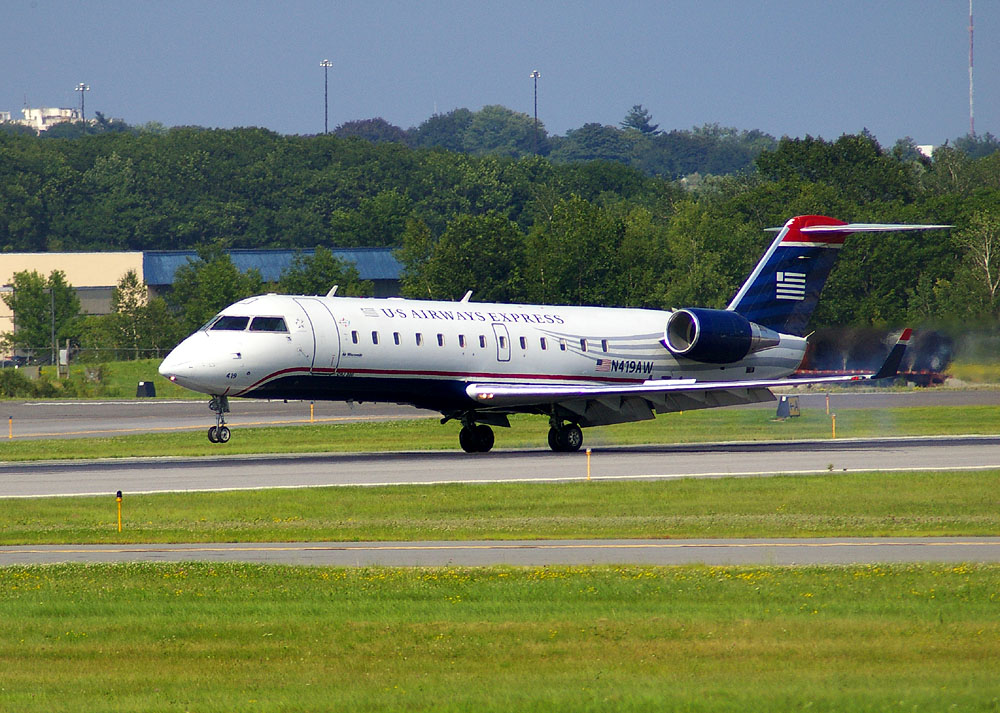
一架 威斯康辛航空（合众国航空旗下）的CRJ200在降落。

在客机的头100天的运营服务中，CRJ100共执行了1,237架次航班，调度可靠性据说达到了99%,而其燃油经济性达到了8%。
美国控股公司顶峰航空公司运营配备44座的CRJ飞机，随后被转化为50座飞机。
在2006年期间，CRJ100/200项目被终止并停产。一些航空公司引进了的更大型的版本，例如CRJ700。

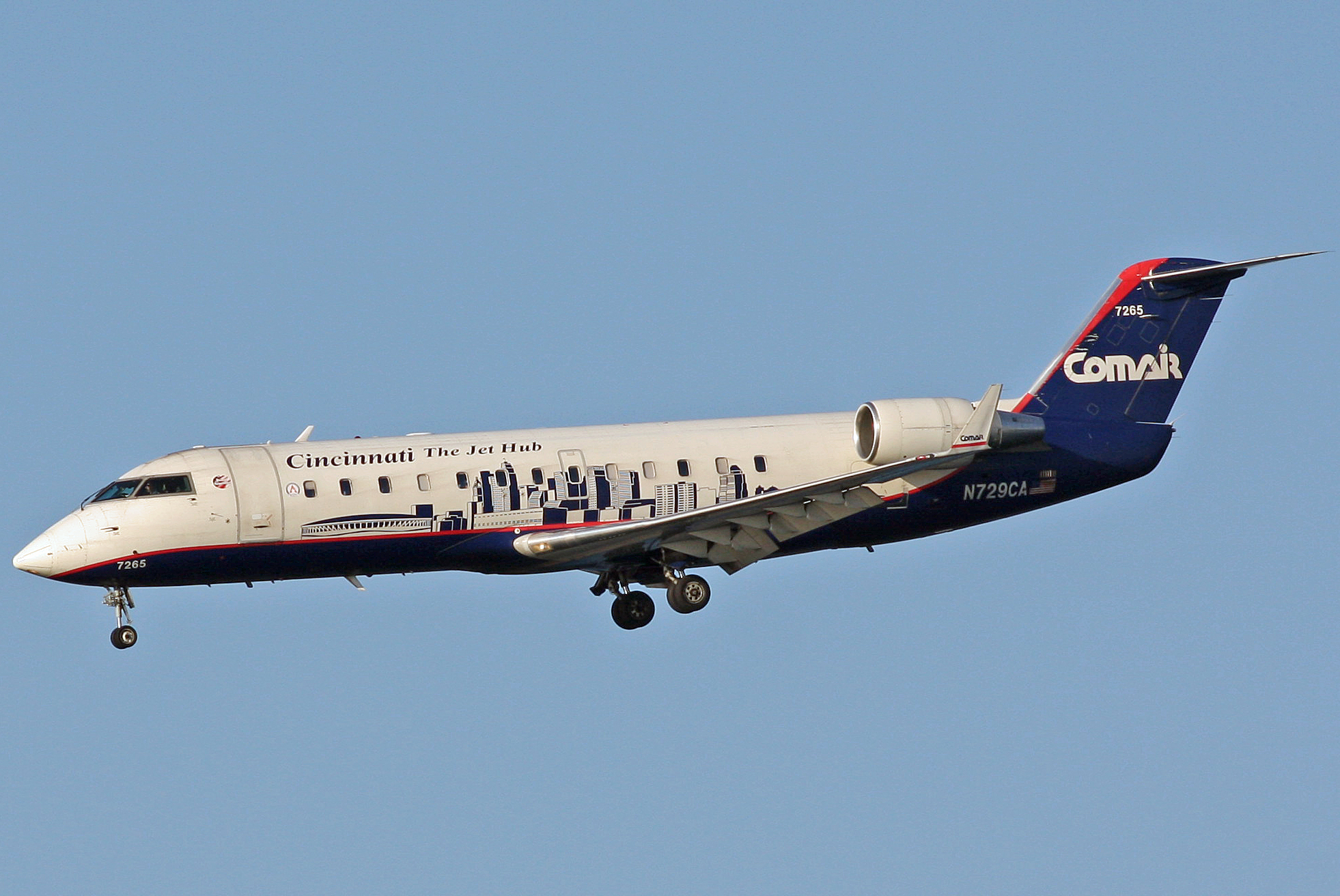
Comair的CRJ100ER降落在辛辛那提的北肯塔基国际机场

据报导，在2010年后，各种航空公司已经加速退休CRJ机队，因为CRJ100/200经济性低下。 在最近几年，一些航空公司用巴西航空工业E系列飞机和较大的庞巴迪CRJ-700/900来替换CRJ100/200机队。

## 不同型号

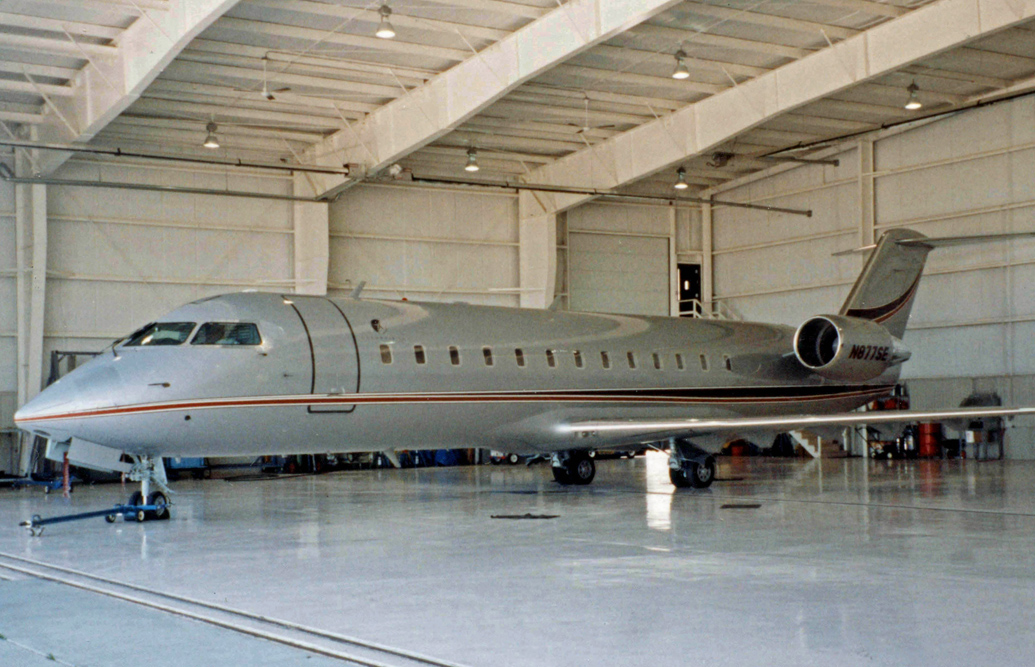
CRJ100SE飞机

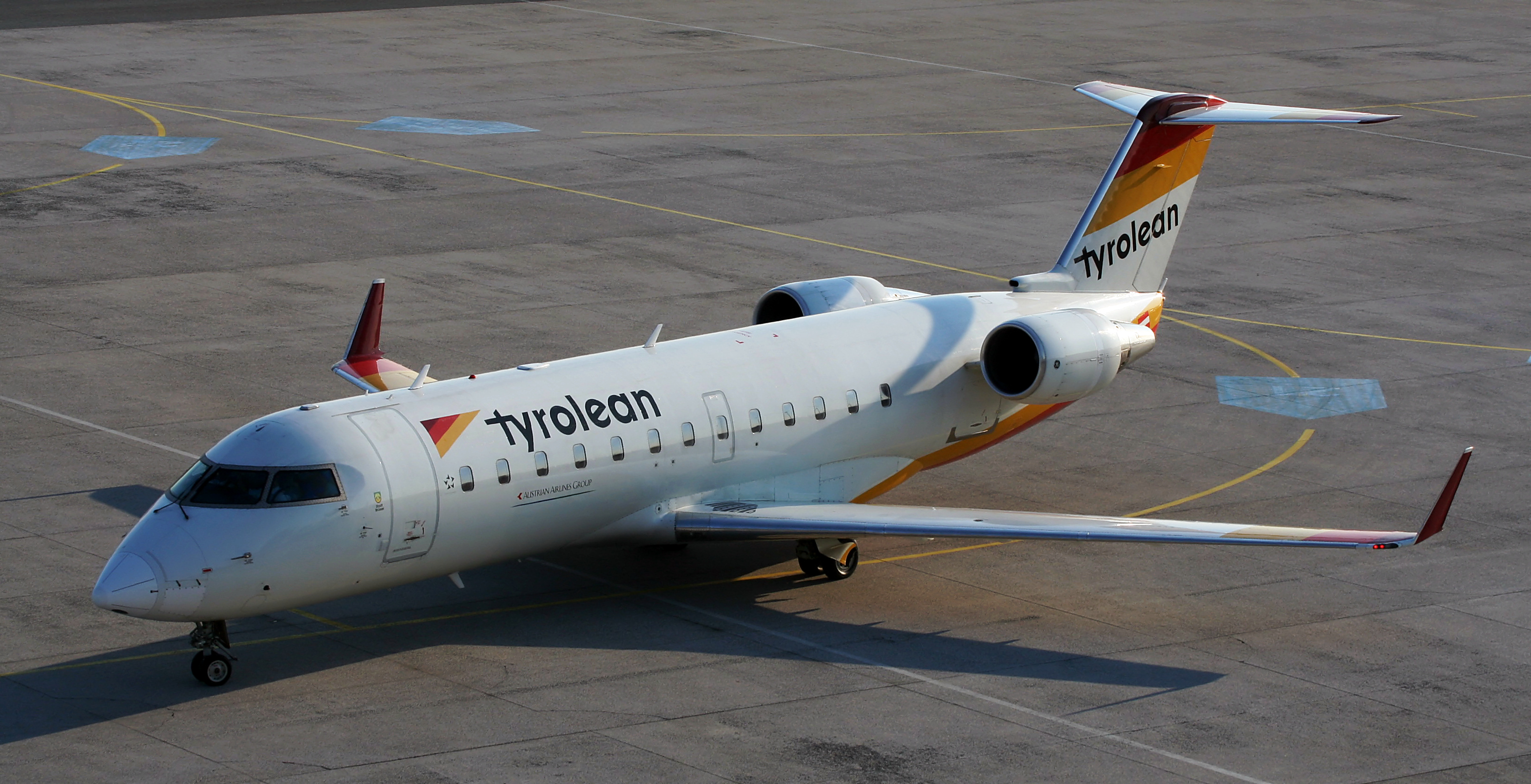
CRJ200LR

几种CRJ100/200型的不同型号。
CRJ100
这是最初的版本。配备通用电气CF34-3A1引擎。目前的经营者，包括格鲁吉亚航空和盧安達航空。
CRJ100SF
CRJ100的客改货型。
CRJ200
CRJ200与CRJ100除了引擎之外相同，200升级到CF34-3B1发动机，以提高效率。
CRJ200PF
货运版本的CRJ200。
CRJ200SF
CRJ200的客改货型。
CRJ440
44座版本，这个版本有较少的座位，以便满足有此需求的一些主要的美国航空公司。
挑战者800/850
一种商务机型。
CRJ500
50座版本，在2001年被叫停。

## 运营者

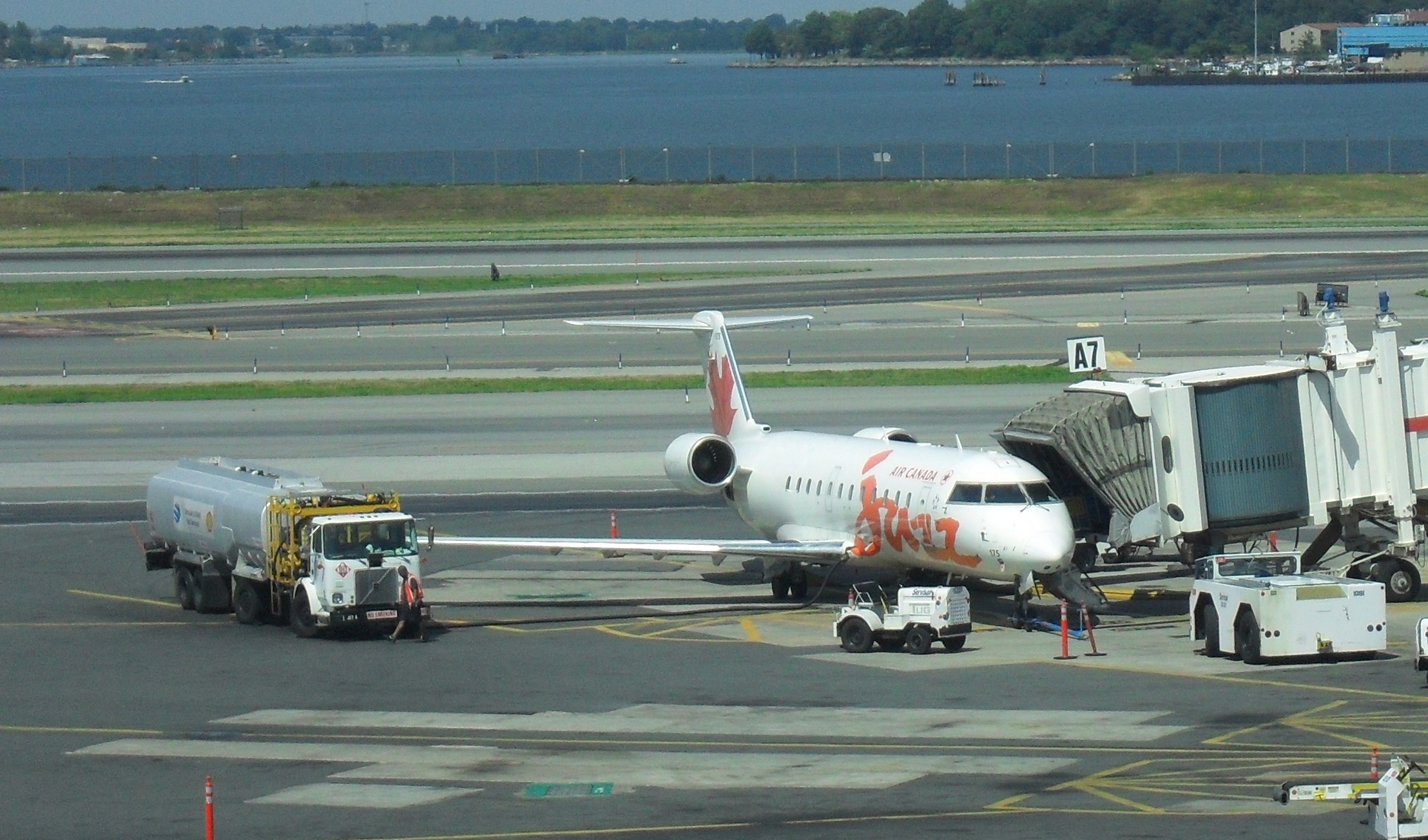
加拿大航空的CRJ200在LaGuardia Airport加油

CRJ100/200 已被订购和交付1,021架 
，其中達到或超過10架的客戶有：
- 196 : 西澳航空
- 63 : 威斯康星航空
- 55 : 奋进航空
- 35 : PSA航空公司
- 20 : 俄线航空
- 16 : 格鲁吉亚航空
- 15 : 爵士航空
- 10 : 南非快运航空
- 10 : 亚马尔航空公司

### 相关开发
- 龐巴迪挑戰者600
- 龐巴迪CRJ700

## 事故与空难

### 致命事故
- 1993年7月26日：龐巴迪宇航388號班機空難（德语：Bombardier-Aerospace-Flug 388）
- 2003年6月22日：法國航空5672號班機空難（英语：Brit Air Flight 5672）
- 2004年10月14日：西北空聯航空3701號班機空難（英语：Pinnacle Airlines Flight 3701）
- 2004年11月21日：中國東方航空5210號班機空難
- 2006年8月27日：達美連接航空5191號班機空難
- 2009年11月12日：盧安達航空205號班機空難（英语：RwandAir Flight 205）
- 2011年4月4日：格魯吉亞航空834號班機空難（英语：Georgian Airways Flight 834）
- 2013年1月29日：斯卡特航空760號班機空難
- 2016年1月8日：瑞典西方航空294號班機空難
- 2024年7月24日：尼泊爾太陽航空FER號班機空難

### 全機損毀意外
- 1997年12月16日：加拿大航空646號班機事故（英语：Air Canada Flight 646）
- 2007年5月20日：加拿大爵士航空8911號班機事故
- 2008年2月14日：白俄羅斯航空1834號班機事故（英语：Belavia Flight 1834）
- 2012年7月17日：2012年聖喬治支線機場CRJ200被竊事故

## 类似型号
- 巴西航空工業ERJ-145系列
- 費爾柴德多尼爾328JET